# Коронавірусна хвороба 2019 у Канаді
Коронаві́русна хворо́ба 2020 у Канаді — розповсюдження світової пандемії коронавірусу 2019 (COVID-19) територією Канади. Перший підтверджений випадок на території Канади було виявлено 25 січня 2020 у чоловіка, який повернувся до Торонто після подорожі по Китаю, включаючи місто Ухань.

## Хронологія

### 2020

#### Січень
15 січня федеральний уряд активував Центри керування надзвичайними станами.
17 січня Канадське агентство прикордонної служби вивісило інформативні листи про коронавірус у аеропортах Торонто, Монреалю та Ванкувера, а також додало ряд питань щодо стану здоров'я до електронних кіосків для пасажирів, котрі прибували із центрального Китаю. Із Уханю до Канади не існує прямих рейсів.
23 січня Міністр охорони здоров'я Патті Гайду повідомила, що проводиться моніторинг на ознаки хвороби у 5 осіб.
25 січня ідентифікований перший потенційний випадок коронавірусу у Канаді у чоловіка у своїх 50-х роках, який перебував в Ухані та Гуанчжоу перш ніж повернутися до Торонто 22 січня. Канада випустила консультативну промову проти несуттєвих подорожей до Китаю на час епідемії, включаючи всі регіональні подорожі до провінції Хубей. Федеральні представники охорони здоров'я проголосили, що рівень можливості заразитися вірусом у Канаді низький. 27 січня фінальний тест, котрий проводився у Національній лабораторії мікробіології у Вінніпезі підтвердив перший офіційний випадок коронавірусу у Канаді.
29 січня Міністр закордонних справ Канади Франсуа-Філіп Шампань повідомив, що для репатріації канадців із ураженої вірусом території Китаю буде відправлений літак.

#### Лютий
2 лютого Збройні сили Канади оголосили, що планують надіслати чартерний літак для допомоги евакуації канадців, які все ще перебувають у Ухані як тільки отримують авторизацію від Китаю; у плани входило вивезення людей на Канадську військову базу Трентон задля репатріації та медичного нагляду. Лише ті, хто в'їхав у країну із канадським паспортом мали змогу скористатися цим рейсом. Перший літак приземлився у Трентоні 7 лютого. 21 лютого також прибули 131 канадці, котрі знаходилися на карантині на борту судна Diamond Princess після спалаху епідемії на борту під час круїзу у Японії; канадські пасажири судна, — які всі показали негативний тестовий результат на захворювання вірусом, — були привезені на базу Трентон задля додаткового огляду перед тим як були перевезені на автобусі до Корнвола для подальшого карантину.
26 лютого Хайду порекомендувала населенню закупитися харчовими продуктами та медикаментами, вказуючи, що «краще бути підготовленими, оскільки справи можуть дуже швидко змінитися [у випадку критичного становища]». Її рекомендація отримала ряд негативних відгуків від політиків: міністр здоров'я Манітоби Камерон Фрізен та міністр здоров'я Онтаріо Крістін Елліот обидва вказали, що наразі нема потреби агресивно запасатися продуктами; Фрізен також наголосив, що між федеральними та провінціальними рівнями має існувати більше координації щодо інформації про спалах вірусу. Міністр Консервативної партії Канади Метт Дженеру висловив думку, що рекомендація Хайду підбурювала до занепокоєнь та бракувала прозорості. Вебсайт Health Canada виступив проти таких важких закупок населенням, аби уникнути навантаження на дистриб'юторські мережі та систему перевезення товарів, а також пояснив, що наявність запасу продуктів служить для того, аби «забезпечити вам можливість не покидати будинок на піку епідемії, або якщо ви захворієте.»

#### Березень
6 березня Хайду повідомила, що федеральний уряд пропонує $27 мільйонів для фінансування 47 дослідницьких груп у 19 університетах задля розробки засобів керування епідемією. Міністр Фінансів Біл Морно зазначив, що наступний федеральний бюджет буде включати засоби по відповіді на епідемію, включаючи врегулювання підвищення ризику на нестабільність запасів провізії.
8 березня Шампань заявив, що за запитом від Уряду США, Канада найняла пасажирський літак EuroAtlantic Airways для евакуації 237 громадянин, котрі були досі на борту судна Grand Princess. 10 березня літак з пасажирами приземлився на базі Трентон, а всі люди були поміщені на карантин на два тижні.
9 березня член парламенту Ентоні Хаузфазер повідомив, що у якості запобіжних заходів вирушив на самоізоляцію через можливий контакт із людиною хворою на вірус на конференції Американсько-ізраїльського комітету громадських зв'язків, що проходила у Вашингтоні. Наступного дня Міністр природних ресурсів Шеймус О'Реган оголосив, що також самоізолювався в очікування результатів тесту на коронавірус. Він був на огляді у лікаря через тривалу застуду, котрий порекомендував пройти тест, хоча сам міністр «не був обізнаний про контактування з будь-ким інфікованим». Результат тесту виявився негативним.
11 березня Прем'єр-міністр Джастін Трюдо оголосив про $1 мільярдний фонд реагування, в яких входило $500 мільйонів для провінцій та територій, внесок на $50 мільйонів Всесвітній організації охорони здоров'я та додаткові $275 мільйонів задля фінансування дослідницьких робіт над COVID-19 у Канаді. Міністр економічного розвитку та офіційний мов Мелані Джолі повідомила, що наразі знаходиться на дискусіях щодо виділення коштів індустрії авіаперельовів, яка зазнала значні втрати через епідемію вірусу.
12 березня при обстеженні після повернення з переговорів у Лондоні, дружина Трюдо, Софі Грегуар Трюдо, отримала позитивний тест на коронавірус. Вона та Прем'єр-міністр вирушили на самоізоляцію. Наступного дня Трюдо оголосив, що федеральний уряд готує стимулюючий пакет для постраждалих від пандемії.
16 березня Трюдо анонсував, що після опівночі на 18 березня у Канаді розпочнеться нове обмеження на в'їзд, головним чином обмежуючи в'їзд в країну громадян Канади, їх найближчиСтаном на 2 квітня 2020 у Канаді офіційно було виявлено 11,228 підтверджених випадків, з них 1,741 одужавших, 132 померлих; за весь час було проведено понад 100,000 тестувань.х родичів та постійних жителів. Більшість міжнародних польотів переводиться до найбільших канадських аеропортів задля збільшення заходів обстеження при в'їзді в країну. Міністр закордонних справ Шампань також повідомив, що країна надасть до $5,000 кожному громадянину Канади, котрий все ще знаходиться закордоном, аби покрити витрати на проїзд та речі першої потреби, допоки вони не зможуть повернутися назад.
28 березня Софі Грегуар Трюдо подякувала у соціальних мережах за підтримку під час її хвороби та повідомила про повне одужання. Тим часом Прем'єр-міністр повідомив, що продовжить залишатися на самоізоляції на додаткові два тижні, аби переконатися, що не заразився вірусом.

#### З квітня
Станом на 2 квітня у Канаді офіційно було виявлено 11,228 підтверджених випадків, з них 1,741 одужавших, 132 померлих; за весь час було проведено понад 100,000 тестувань.
За квітень Канада зареєструвала втрату рекордних 2 млн робочих місць, 1 млн було втрачено за березень. 28 травня в Канаді було скасовано засідання парламенту до вересня.
24 вересня прем'єр-міністр Джастін Трюдо заявив, що в Канаді почалася друга хвилю пандемії щонайменше в чотирьох великих провінціях.
23 листопада в Торонто і в регіоні Піл округу Онтаріо ввели 28-денний локдаун. Було закрто спортивні та розважальні центри, казино, перукарні, салони краси. Заклади громадського харчування продовжили роботу лише навинос.
9 грудня Канада офіційно схвалила вакцину виробництва Pfizer від коронавірусу, до кінця 2020 року планувалося отримати вакцини для 249 тисяч людей. 14 грудня Канада отримала перші партії вакцини від коронавірусу виробництва Pfizer і BioNTech.
23 грудня країна схвалила для використання вакцину Moderna, підкресливши, щовона призначена для використання пацієнтами старше 18 років.
26 грудня у канадській провінції Онтаріо представники місцевої служби охорони здоров'я заявили про виявлення в цій провінції двох випадків нового штаму коронавірусу, вперше виявленого у Великій Британії.

### 2021
У січня уряд країни заявив про плани закупити додатково 20 млн доз вакцини Pfizer. 5 березня Канада схвалила використання вакцини від Johnson&Johnson.
19 червня Канада продовжила заборону на подорожі з США терміном на місяць.
1 серпня влада країни заявила про початок четвертої хвилі пандемії із основним штамом — «Дельта».
27 вересня Канада дозволила прямі авіарейси з Індії, які було заборонено протягом 5 місяців через ріст захворюваності в Індії.

### 2022
15 січня набуло чинності розпорядження Уряду про вимогу паспорта вакцинації під час перетину кордону зі США. Це спричинило протест водіїв вантажівок.

## Дії уряду

### Провінції та території
| Провінція / Територія      | Провінція / Територія      | Оголошення надзвичайного стану | Заборона на збирання            | Накази на закриття | Накази на закриття | Накази на закриття                                   | Накази на закриття              | Джерела              |
| Провінція / Територія      | Провінція / Територія      | Оголошення надзвичайного стану | Заборона на збирання            | Школи              | Дитячі садки       | Ресторани                                            | Бари                            | Джерела              |
| -------------------------- | -------------------------- | ------------------------------ | ------------------------------- | ------------------ | ------------------ | ---------------------------------------------------- | ------------------------------- | -------------------- |
| Альберта                   | Альберта                   | 17 березня                     | 50 чи більше                    | Так                | Так                | Ні, обмежена кількість клієнтів                      | Так                             | [ 49 ]               |
| Британська Колумбія        | Британська Колумбія        | 18 березня                     | 50 чи більше                    | Так                | Ні                 | Так                                                  | Так                             | [ 50 ] [ 51 ] [ 52 ] |
| Манітоба                   | Манітоба                   | 20 березня                     | 50 чи більше                    | Так                | Так                | Ні, обмежена кількість клієнтів                      | Ні, обмежена кількість клієнтів | [ 53 ]               |
| Нью-Брансвік               | Нью-Брансвік               | 19 березня                     | 10 чи більше                    | Так                | Так                | Так                                                  | Так                             | [ 54 ]               |
| Ньюфаундленд і Лабрадор    | Ньюфаундленд і Лабрадор    | 18 березня                     | 50 чи більше                    | Так                | Так                | Ні, обмежена кількість клієнтів та фізична дистанція | Так                             | [ 55 ]               |
| Північно-західні території | Північно-західні території | 18 березня                     | Все ще без обмежень             | Рекомендоване      | Ні                 | Ні                                                   | Ні                              | [ 56 ]               |
| Нова Шотландія             | Нова Шотландія             | 22 березня                     | 5 чи більше                     | Так                | Так                | Так                                                  | Так                             | [ 57 ] [ 58 ]        |
| Нунавут                    | Нунавут                    | 18 березня                     | Все ще без обмежень             | Так                | Так                | Так                                                  | Так                             | [ 59 ]               |
| Онтаріо                    | Онтаріо                    | 17 березня                     | 50 чи більше                    | Так                | Так                | Так                                                  | Так                             | [ 60 ]               |
| Острів Принца Едварда      | Острів Принца Едварда      | 16 березня                     | Все ще без обмежень             | Так                | Так                | Так                                                  | Так                             | [ 61 ]               |
| Квебек                     | Квебек                     | 12 березня                     | Нікого поза межами місця роботи | Так                | Так                | Так, лише доставка                                   | Так                             | [ 62 ] [ 63 ]        |
| Саскачеван                 | Саскачеван                 | 18 березня                     | 25 чи більше                    | Так                | Ні                 | Так                                                  | Так                             | [ 64 ] [ 65 ]        |
| Юкон                       | Юкон                       | 18 березня                     | 50 чи більше                    | Так                | Ні                 | Ні                                                   | Ні                              | [ 66 ]               |

## Галерея

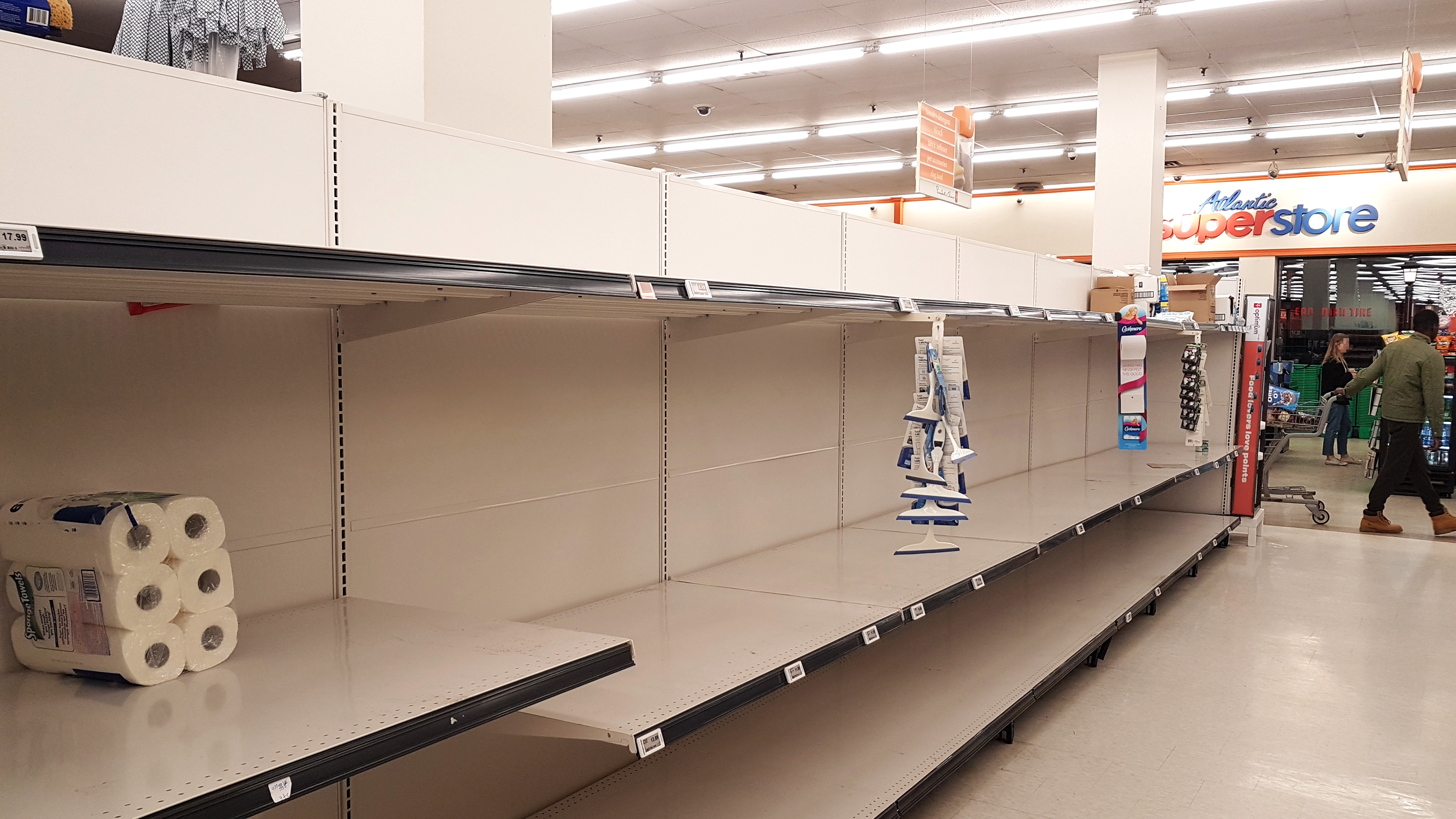
Порожні полиці туалетного паперу 12 березня 2020 в Atlantic Superstore в Галіфаксі